# Кызылту (Абайская область)
Кызылту (каз. Қызылту) — село в Урджарском районе Абайской области Казахстана. Входит в состав Урджарского сельского округа. Код КАТО — 636430300.

## Население
В 1999 году население села составляло 842 человека (420 мужчин и 422 женщины). По данным переписи 2009 года, в селе проживало 826 человек (425 мужчин и 401 женщина).